# Willie Rosario
Willie Rosario, también conocido como "Mister Afinque" (Coamo, 6 de mayo de 1924) es un músico, compositor y director de orquesta puertorriqueño de música salsa. Durante su trayectoria musical, descubrió la voz de destacados artistas a muy temprana edad, tales como Gilberto Santa Rosa, Tony Vega,  José “Junior” Toledo, Guillo Rivera, Frankie Figueroa, Chamaco Rivera, Pupy Cantor, Primi Cruz, Josué Rosado, Bobby Concepción y otros más. Estos talentosos músicos se convirtieron en vocalistas en diferentes etapas de la historia de su orquesta.

## Primeros años
Willie Rosario (nacido como Fernando Luis Rosario Marín) fue criado en una familia pobre y trabajadora.  Sus padres se percataron que como un chiquillo Willie le estaba musicalmente inclinado y le tomaron lecciones de guitarra a la edad de 6 años.  Él recibió la educación primaria y secundaria en su ciudad natal.  Su madre también le tomó clases de saxofón, pero lo que él realmente tuvo mucho interés fue en la conga. Rosario,  fundador y líder de una de las orquestas esenciales del movimiento salsero, dio sus primeros pasos en la música como miembro del Conjunto Coamex. Tras prestar su servicio militar obligatorio, optó por el timbal, inspirado por el estilo de Tito Puente, tras verlo tocar en el famoso salón de baile neoyorquino El Palladium. En esos primeros años, Rosario no solo fue seguidor del estilo fomentado por el denominado Rey del timbal, también fue admirador de Ubaldo Nieto, el timbalero que sustituyó a Puente en la orquesta de Machito, a finales de la década de los cuarenta.
Willie Rosario luego de graduarse de la escuela secundaria, mantuvo su educación y estudió periodismo y relaciones públicas. 
En una ocasión Rosario visitó al famoso Palladium Ball Room en Nueva York, donde Tito Puente tocaba los timbales. Este fue el comienzo de su aventura amorosa con ese instrumento.  Él tuvo 22 años de edad cuando tomó clases con el percusionista Henry Adler.
Tras completar sus estudios en comunicaciones en la ciudad de Nueva York, Willie Rosario se unió como locutor a Radio WADO. En esa emisora, tuvo el honor de presentar y conducir su propio programa de entrevistas llamado "Latin Jazz Show", luego Rosario también se vinculó al departamento de noticias de la radio-estación.
En 1958, después de afinar sus habilidades como percusionista en formaciones como las de Noro Morales, Joe Quijano y Aldemaro Romero, Rosario emprendió su propia agrupación, una vez que el músico Johnnie Seguí, con quien trabajó desde 1953, dispuso disolver su grupo para retornar a Puerto Rico.
Fue antes de concluir 1968,  y luego de varias publicaciones discográficas, que Willie Rosario realizó la grabación del álbum “Two Too Much” donde reaparece la participación del cantante Frankie Figueroa, junto a la de los vocalistas Pete Bonet y Willie Torres. La producción “Two Too Much”, marcó un antes y un después en el sonido de la orquesta de Rosario; por la inclusión del saxo barítono. Así la banda de Rosario comenzó a establecer un sello sonoro que se ha mantenido vigente.

## La primera banda de Rosario
En 1959, Rosario organizó su primera banda y tocó por tres años en el Club Caborrojeño en Nueva York.  Cuando no estaba tocando, él fungía como un disc-jockey para WADO, una estación de radio de habla española en Nueva York.
En 1962, él firmó con el Alegre Récord Label y viajó y actuó con su banda en Venezuela, Panamá, Colombia, México, Curaçao, Islas Vírgenes y demás sobre los Estados Unidos.  
Rosario inició su carrera en el reconocido escenario de El Palladium desempeñándose como músico en el Conjunto Cachana dirigido por Joe Quijano. Más adelante, se unió al conjunto Los Dandies, liderado por el talentoso tresero y bajista Johnnie Seguí, siendo recomendado por el cantante Manuel Seda. Esta fase fue crucial en la formación de Rosario, sentando las bases para su futuro papel como líder de orquesta.

## Composiciones
Entre los mayores éxitos de la orquesta de Willie Rosario, fuguran: "De Barrio Obrero a la Quince", "El Timbal de Carlitos", "Mi Amigo el Payaso (My friend the Clown)con letra de Luis Antonio Ruiz" (, "El Revendon", "Lluvia" (Rain), "Cuando No Hay Cariño" (When there's no Love).  Además, él también compuso las siguientes melodías de jazz "Flip, flop", "Stop and go" y "My Favorite Thing".
También compuso “Juventud Siglo 20”, Arrepentios Pecadores” entre otras. 
Rosario también produjo las siguientes canciones con la participación de Gilberto Santa Rosa, Tony Vega, Papo Lucca y Bobby Valentin.

## Premios y reconocimientos
Entre los premios y reconocimientos otorgados a Rosario es una nominación en 1987 para un Premio Grammy por su álbum "Nueva Cosecha" (New Harvest), diversos Discos de Oro y Platino, el Premio de Oro de Agueybana, AS, Diplo y Premios Paoli.  En el año 2000, el Senado Puertorriqueño rindió tributo a Willie Rosario en reconocimiento de sus 40 años en el campo de música.  
En 2002, Willie Rosario fue introducido en El Salón de la Fama Internacional de la Música Latina, y en 2018, durante la celebración del Trigésimo Quinto Día Nacional de la Salsa en Puerto Rico, un evento organizado de forma anual por la emisora Z 93 de la cadena SBS, Willie Rosario fue honrado con el Premio Estrella.
En 2019 se publicó la biografía autorizada de Willie Rosario que llevó por título "El Rey del ritmo", de la autoría del periodista e investigador musical Robert Téllez M, con prefacio del maestro Bobby Valentín. La obra literaria fue presentada oficialmente en el Conservatorio de Música de Puerto Rico el 5 de marzo de 2020.
El 22 de junio de 2022, Rosario fue objeto de un destacado reconocimiento al ser exaltado en el Salón de los Próceres del Capitolio de Puerto Rico. Esta distinción se otorgó en virtud de su duradera y destacada carrera.
La última producción discográfica de Willie Rosario se titula "Evidencia". Él continúa activo tocando dentro y fuera de Puerto Rico.
El 4 de marzo de 2024, el gobernador de Puerto Rico, Pedro Pierluisi, reconoció la amplia trayectoria musical de Willie Rosario, por sus más de 60 años de carrera musical, distinguiendolo como uno de los grandes íconos de la cultura puertorriqueña. "“Willie Rosario ha sido un visionario en la industria de la música. Su capacidad para evolucionar con los tiempos y adaptarse a las tendencias cambiantes, sin perder la esencia y la autenticidad de su sonido, es un testimonio de su genialidad" dijo el gobernador Pierluisi.
De manera anticipada, Willie Rosario celebró sus 100 años de edad, el 27 de abril de 2024  con un magno concierto en el Coliseo de Puerto Rico Jose Miguel Agrelot donde participaron varios de sus cantantes como Chamaco Rivera, Gilberto Santa Rosa y Tony Vega así como músicos invitados como Humberto Ramirez y Manolito Rodriguez entre otros.

## Discografía
- El Bravo Soy Yo! (1963)

1. Buscando Guaguancó
2. Eres Todo Para Mí
3. Dame Tu Amor Morenita
4. Déjame Estar Contigo
5. Lágrimas Negras
6. Mereces Que Te Quiera
7. Guaguancó Bonito
8. Dícelo a Él
9. El Bravo Soy Yo
10. Te Amo en Silencio

- Fabuloso y Fantástico (1966)

1. Wobbly Blues
2. Los Generales de la Capital
3. Quédate en Tu Tierra
4. A Villa Palmeras
5. Nos Engañó la Vida
6. Yayi's Instant Mambo
7. Yenye
8. Me Voy Para el Bonche
9. Triunfó el Amor
10. El Charlatán
11. Mayimbe
12. Bailan Guaguancó

- Latin Jazz a Go-Go-Go (1967)

1. El Conjunto Llegó
2. Anabacoa
3. Pensando en Tu Amor
4. Soy Guajiro
5. Vendré Por Ti
6. Flip Flop
7. Monina y Ramón
8. Mambo Nuevo
9. Jugué y Perdí
10. Afro Cha
11. Why Not Me?
12. Isora Club

- Two Too Much (1968)

1. Let's Boogaloo
2. Yo Soy Abacua
3. Shining Knight
4. Y Quiero Verte
5. Calypso Blues
6. Let's Have a Love-In
7. Todo Se Olvida
8. Que Humanidad
9. Corazón Abandonado
10. Babalu's Boogaloo

- Haida Huo (1968)

1. Haida Huo
2. Quiero Saber
3. Libre de Pecado
4. Por el Ojo de la Cerradura
5. Taboga
6. María Morena
7. No Me Interesa
8. Cambia el Tumbao
9. No Seas Así
10. Luego Despertar
11. Fiesta Cibaeña
12. Todo lo Que Sé

- Boogaloo y Guaguancó (1968)

1. My Favorite Things
2. Watusi Boogaloo
3. Frutas de Mi País
4. Nueva Vida
5. Cuca la Loca
6. Taste of Honey
7. Viento en Popa
8. Light and Sweet
9. Mi Chamaco
10. La Chica del Barrio Obrero
11. Sé Que Volverás
12. Stop and Go

- El Bravo de Siempre (1969)

1. El Bravo de Siempre
2. La Esencia del Guaguancó
3. Black Magic
4. Soy Tan Feliz
5. La Cuesta de la Fama
6. La Realidad
7. Supermán
8. Bésame la Bembita
9. By the Time I Get to Phoenix
10. Ñico Cadenón
11. Campanero

- De Donde Nace el Ritmo (1971)

1. De Barrio Obrero a la 15
2. Corazón Herido
3. Consorte
4. La Fiesta de los Quilinchini
5. La Muñeca
6. Yo Sé de Mí
7. Sin Llave y Sin Candado
8. Negras Cenizas
9. El Hombre Que Hable Mal
10. La Vida

- Más Ritmo (1972)

1. En Bayamón
2. Si Pudiera
3. En el Monte
4. Ni Pa' Lla Voy a Mirar
5. Derroche de Felicidad
6. Nicolás
7. Un Amor Borra Otro Amor
8. Religión No Fue Motivo
9. Devuelve Mi Alegría
10. Pan con Mantequilla

- Infinito (1973)

1. Arrepentíos Pecadores
2. Échame la Culpa a Mí
3. Todo y Nada
4. Ajiaco Caliente
5. Tumbao Revolución
6. Juventud Siglo XX
7. Soy Rumbero
8. Lágrimas y Tristeza
9. Amigo de Qué
10. Last Tango in Paris

- Otra Vez (1975)

1. Antonia
2. Oriente
3. Recordando a Tito
4. Solitario
5. No Llores Corazón
6. Casualidades
7. Cuándo Llegará
8. Domingo de Verano
9. Otra Vez

- Gracias Mundo (1977)

1. Cha-Cha-Ri-Cha
2. Gracias Mundo
3. Samba con Salsa
4. Tan Fácil
5. Sanjuanero
6. Por Culpa de Tu Amor
7. Matrimonio Feliz
8. Luna de Miel
9. Abarriba Cumbiaremos

- From the Depth of My Brain (1978)

1. Ojalá Te Vaya Bonito
2. Lloraré
3. Déjame Dormir
4. Picadillo con Salsa
5. Desesperación
6. Boba
7. Amor en Serio
8. Todo Se Olvida

- El Rey del Ritmo! (1979)

1. La Maldad
2. Ataca
3. Llueve
4. Esa Que Yo Conocí
5. Recordando a Miguelito Valdés
6. Mujer Ingrata
7. Quién lo Diría
8. Qué Bonito Es Puerto Rico

- El de a 20 de Willie (1980)

1. A Toda Cuba le Gusta
2. El Timbal de Carlitos
3. Si Es Tarde, Me Perdonas
4. El Solitario
5. Mi Amigo el Payaso
6. El Flamboyán
7. No Tengo Nada
8. El Revendón
9. Meditación

- The Portrait of a Salsa Man (1981)

1. La Mitad
2. La Tierra Mía
3. En la Oscuridad / Mío
4. Tormenta
5. María Elena
6. El Antifaz
7. Como Eres Tú
8. El Condenado

- Atízame el Fogón (1982)

1. Atízame el Fogón
2. Cuando Vuelvas a Quererme
3. No Me Vuelvo a Postular
4. Ignorante
5. Negrita Linda
6. Mala Mujer
7. El Plato Roto
8. Mía Nada Más

- The Salsa Machine (1983)

1. Busca el Ritmo
2. Cuando Se Canta Bonito
3. Bajo la Luna
4. Amigo
5. Ya No Queda Nada
6. Delirio / La Vendedora del Amor
7. Cuídese Compay
8. Todo Terminó

- Nuevos Horizontes (1984)

1. Lluvia
2. Si Yo Tuviera Un Millón
3. Chango Ta' Beni
4. Babarabatiri
5. Caramelito del Campo
6. Obra Sellada
7. El Plantao
8. Laura

- Afincando (1985)

1. Botaron la Pelota
2. Son Tus Cosas
3. Al Fin Te Fuiste
4. Estoy en Ti
5. Magdalena
6. Vuélveme a Querer
7. Enamorado a lo Adivino
8. El Barquillero

- Nueva Cosecha (1986)

1. Me Tendrán Que Aceptar (Tu Abuelo y Tu Papá)
2. Dime Que Sí
3. El Tiempo Será Testigo
4. Ayer
5. Tristeza y Dolores
6. Dame Tu Amor Morenita
7. Cuando No Hay Cariño
8. Yambú (Ave María Morena)

- A Man of Music (1987)

1. Me Vas a Echar de Menos
2. Chenchere Guma
3. Ya No Importa
4. La Flauta y el Violín
5. El Callejero
6. Poco a Poco
7. A Maina
8. Don Juan

- The Salsa Legend (1988)

1. Para Aprender a Quererte
2. Si No Estás Conmigo
3. Hacer el Amor
4. Yo Que Tú y Tú Que Yo
5. Una Noche de Amor
6. Ninguna Mujer Es Fea
7. Te Regalo Esta Canción
8. Dios en Tus Ojos
9. El Tímido

- Unique (1989)

1. Aquí Ante Ustedes
2. Cuando Quieras
3. Físico
4. Cualquier Canción
5. Bella Amante
6. Quiero Tenerte
7. Vicio
8. Amor Verdadero
9. Dora Alicia

- Viva Rosario! (1990)

1. Anuncio Clasificado (Dámelo)
2. Canta Mundo
3. Universo de Pasión (Lambada)
4. No Sé Por Qué
5. Wave
6. Ya No lo Hago Más
7. Esta Cosa Mía
8. Falso Amor
9. Duda

- The Roaring Fifties (1991)

1. Rubias de Nueva York
2. El Mujeriego
3. Preparen Candela
4. Salgo a Buscar Amor
5. Keeping Busy
6. Amándote y Soñándote
7. Tú Estás Fatal
8. Los Salseros Se Van
9. Llora Timbero

- Tradición Clásica (1993)

1. Esa Muñeca
2. Te Amo
3. Lo Que Yo Siento
4. Por Qué Será
5. Aquí Estamos
6. La Novia
7. Todos los Ojos Te Miran
8. Centímetro a Centímetro
9. Tú Con Él

- ¡Sorpresas! (1995)

1. ¿Quién Rayos Me Mandaría?
2. Piel y Seda
3. Esperando Llamada
4. Reconciliación
5. Rutina
6. Volvemos a lo Mismo
7. Como Son Ellas
8. Lo Que Más Yo Quiero
9. Guitarra
10. My Best Friends

- Back to the Future (1999)

1. La Bomba
2. Busco Olvidarte
3. El Apartamento
4. Que Siga el Afinque
5. Cuando Estoy Contigo / En Cada Beso
6. Satín Lace
7. Yo Quiero Encontrarme Contigo
8. Un Tipo Como Yo
9. Que Pasa Contigo
10. Juntos de Nuevo
11. Arrepentíos Pecadores
12. No More Blues

- La Banda Que Deleita (2006)

1. Lo Que Más Yo Quiero
2. Volvemos a lo Mismo
3. Guitarra
4. Esperando Llamada
5. Reconciliación
6. ¿Quién Rayos Me Mandaría?
7. Piel y Seda
8. Rutina
9. My Best Friends
10. Como Son Ellas

- Evidencia (2016)

1. Ya No Eres Nada
2. No Hay Música Como Esta
3. Ahora Si Tengo Ganas
4. La Raza Caliente
5. Qué Bonito Es el Amor
6. Defiende el Amor
7. De Enero a Enero / Nuestra Canción
8. Rosario's Beat

## Compilaciones
- Campanero Rumbero (1978)

1. De Barrio Obrero a la 15
2. Nicolás
3. Oriente
4. Juventud Siglo XX
5. Arrepentíos Pecadores
6. El Bravo Soy Yo
7. En Bayamón
8. La Vida
9. Casualidades
10. Yo Sé de Mí

- 15 Éxitos (1985)

1. Ojalá Te Vaya Bonito
2. Boba
3. Llueve
4. Esa Que Yo Conocí
5. El Antifaz
6. La Mitad
7. Cuando Se Canta Bonito
8. Desesperación
9. El Condenado
10. Atízame el Fogón
11. Negrita Linda
12. Mala Mujer
13. El Timbal de Carlitos
14. Lloraré
15. Quién lo Diría

- Éxitos Vol. 2 (1990)

1. El Antifaz
2. Mujer Querida
3. Que Bonito Es Puerto Rico
4. El Flamboyán
5. A Toda Cuba la Gusta
6. Picadillo con Salsa
7. Mi Amigo el Payaso
8. Cuando Se Canta Bonito
9. Atízame el Fogón
10. No Me Vuelvo a Postular
11. Te Voy a Liberar
12. Ya No Me Queda Nada

- Tres con Caché (1993)

1. Lluvia
2. Si Yo Tuviera un Millón
3. Enamorado a lo Adivino
4. El Barquillero
5. Changó Ta' Beni
6. Caramelito
7. Son Tus Cosas
8. Vuélveme a Querer
9. Botaron la Pelota
10. Dime Que Sí
11. El Tiempo Será Testigo
12. El Plantao
13. Al Fin Te Fuiste

- Oro Salsero: 20 Éxitos (1994)

### Vol. 1
1. La Mitad
2. Mala Mujer
3. Atízame el Fogón
4. Amigo
5. Bajo la Luna
6. Busca el Ritmo
7. El Timbal de Carlitos
8. Negrita Linda
9. Mi Amigo el Payaso
10. No Me Vuelvo a Postular

### Vol. 2
1. El Antifaz
2. Ojalá Te Vaya Bonito
3. Mujer Ingrata
4. Cuando Se Canta Bonito
5. El Flamboyán
6. Ya No Me Queda Nada
7. Lloraré
8. Recordando a Miguelito Valdés
9. María Elena
10. Delirio / La Vendedora del Amor

- Serie Platino (1994)

1. Mi Amigo el Payaso
2. La Mitad
3. El Antifaz
4. Ignorante
5. A Toda Cuba le Gusta
6. Atízame el Fogón
7. Amigo
8. El Condenado

- Feelings (1997)

1. La Mitad
2. Mi Amigo el Payaso
3. El Antifaz
4. Atízame el Fogón
5. Ya No Me Queda Nada
6. El Timbal de Carlitos
7. Negrita Linda
8. Te Voy a Liberar
9. Cuando Se Canta Bonito
10. Busca el Ritmo
11. Amigo
12. El Flamboyán
13. No Me Vuelvo a Postular
14. María Elena
15. Mujer Querida

- Lo Mejor de Willie Rosario (1997)
- Serie Sensacional: La Sensación de Willie Rosario (2000)

1. Atízame el Fogón
2. La Mitad
3. Bajo la Luna
4. Mala Mujer
5. El Antifaz
6. Ojalá Te Vaya Bonito
7. Mi Amigo el Payaso
8. El Flamboyán

- The Master of Rhythm & Swing: Live in Puerto Rico (2002)

1. El Callejero
2. Cuando Se Canta Bonito
3. A Toda Cuba le Gusta
4. Anuncio Clasificado
5. Changó Ta' Beni
6. Boba
7. Busca el Ritmo
8. Que Bonito Es Puerto Rico
9. Recordando a Miguelito Valdés

- Desde Cali En Vivo! Para el Mundo (2003)

1. De Barrio Obrero a la 15
2. Esa Muñeca
3. El Callejero
4. La Mitad
5. Esa Que Yo Conocí
6. A Maina
7. Por Tu Amor
8. La Vida
9. Chacharicha
10. Anuncio Clasificado
11. Poco a Poco
12. Recordando a Miguelito Valdés
13. Tú Eres una Bomba
14. Nicolás
15. Boba
16. Historia Musical / Despedida

- Serie Top 10 (2006)

1. Que Bonito Es Puerto Rico
2. La Maldad
3. El Revendón
4. Ataca
5. No Me Vuelvo a Postular
6. Bajo la Luna
7. Negrita Linda
8. Esa Que Yo Conocí
9. Quién lo Diría
10. Ojalá Te Vaya Bonito

- Pura Salsa (2006)

1. La Mitad
2. El Antifaz
3. Ojalá Te Vaya Bonito
4. A Toda Cuba le Gusta
5. El Flamboyán
6. Busca el Ritmo
7. Ataca
8. Mala Mujer
9. Bajo la Luna
10. María Elena
11. Como Eres Tú
12. Cuando Se Canta Bonito
13. Quién lo Diría
14. Atízame el Fogón

- Esta Es Mi Historia (2006)

1. Mi Amigo el Payaso
2. El Apartamento
3. La Mitad
4. El Antifaz
5. Esa Que Yo Conocí
6. Qué Pasa Contigo
7. Amor en Serio
8. Mala Mujer
9. Bajo la Luna
10. Amigo
11. Ataca
12. Desesperación
13. Busca el Ritmo
14. Ya No Me Queda Nada
15. Boba

- La Historia... Mis Éxitos (2007)

1. Mala Mujer
2. Amigo
3. Bajo la Luna
4. Busca el Ritmo
5. El Timbal de Carlitos
6. Negrita Linda
7. Mi Amigo el Payaso
8. No Me Vuelvo a Postular
9. Ojalá Te Vaya Bonito
10. Mujer Ingrata
11. Cuando Se Canta Bonito
12. El Flamboyán
13. Ya No Me Queda Nada
14. Lloraré

- Selecciones Fania (2007)

1. El Bravo de Siempre
2. No Llores Corazón
3. La Esencia del Guaguancó
4. De Barrio Obrero a la 15
5. La Realidad
6. La Cuesta de la Fama
7. Consorte
8. Antonia
9. Yo Sé de Mí
10. La Vida

- Serie Cinco Estrellas de Oro (2008)

1. Que Bonito Es Puerto Rico
2. La Maldad
3. El Revendón
4. Ataca
5. No Me Vuelvo a Postular
6. Bajo la Luna
7. Negrita Linda
8. Esa Que Yo Conocí
9. Quién lo Diría
10. Ojalá Te Vaya Bonito

- The Greatest Salsa Ever (2008)

### Vol. 1
1. La Mitad
2. Mala Mujer
3. Atízame el Fogón
4. Amigo
5. Bajo la Luna
6. Busca el Ritmo
7. El Timbal de Carlitos
8. Negrita Linda
9. Mi Amigo el Payaso
10. No Me Vuelvo a Postular

### Vol. 2
1. El Antifaz
2. Ojalá Te Vaya Bonito
3. Mujer Ingrata
4. Cuando Se Canta Bonito
5. El Flamboyán
6. Ya No Me Queda Nada
7. Lloraré
8. Recordando a Miguelito Valdés
9. María Elena
10. Delirio / La Vendedora del Amor

- Historia de la Salsa (2009)

1. La Realidad
2. Arrepentíos Pecadores
3. Supermán
4. No Llores Corazón
5. Soy Rumbero
6. La Esencia del Guaguancó
7. Antonia
8. Tumbao Revolución
9. La Cuesta de la Fama
10. El Bravo de Siempre

- Grandes Éxitos (2012)

1. Amigo de Que
2. Duda
3. Que Pasa Contigo
4. Mi Amigo el Payaso
5. Recordando a Miguelito Valdés
6. No Me Vuelvo a Postular
7. Barbarabatiri
8. El Callejero
9. Devuélveme Mi Alegría
10. El Apartamento
11. Échame la Culpa a Mí
12. Antonia
13. La Vida
14. Esa Que Yo Conocí
15. Changó Ta' Beni
16. Poco a Poco
17. El Flamboyán

- Distinto y Diferente

1. Duda
2. Soy Rumbero
3. El Antifaz
4. La Vida
5. Juventud Siglo XX
6. Devuélveme Mi Alegría
7. El Tiempo Será Testigo
8. Chechere Guma
9. No Llores Corazón
10. Amigo de Qué
11. Haida Huo
12. Antonia
13. Qué Pasa Contigo
14. Recordando a Miguelito Valdés
15. El Condenado
16. Arrepentidos Pecadores
17. Dícelo a Él

- The Legendary

1. Nicolás
2. A Maina
3. Cuca la Loca
4. De Barrio Obrero a la 15
5. Qué Humanidad
6. La Mitad
7. Lágrimas Negras
8. Lluvia
9. Anuncio Clasificado
10. Mi Amigo el Payaso
11. Monina y Ramón
12. Guaguancó Bonito
13. El Callejero
14. En Bayamón
15. La Cuesta de la Fama
16. Buscando Guaguancó
17. Amor en Serio
18. Déjame Estar Contigo